# Афанасьев, Роман Сергеевич (десантник)
Роман Сергеевич Афанасьев — гвардии младший сержант Вооружённых Сил Российской Федерации, участник антитеррористических операций в период Второй чеченской войны, погиб при исполнении служебных обязанностей во время боя 6-й роты 104-го гвардейского воздушно-десантного полка у высоты 776 в Шатойском районе Чечни.

## Биография
Роман Сергеевич Афанасьев родился 11 октября 1980 года в городе Пскове в семье военнослужащего 76-й гвардейской десантно-штурмовой дивизии, участника войны в Афганистане. Окончил среднюю школу № 8. 8 декабря 1998 года Афанасьев был призван на службу в Вооружённые Силы Российской Федерации Псковским городским военным комиссариатом. После обучения для дальнейшего прохождения службы он был направлен в войсковую часть № 32515 (104-й гвардейский воздушно-десантный полк, дислоцированный в деревне Черёха Псковского района Псковской области), служил в 6-й парашютно-десантной роте. Получил специальность связиста, став начальником радиостанции 2-го взвода.
С началом Второй чеченской войны в составе своего подразделения гвардии младший сержант Роман Афанасьев был направлен в Чеченскую Республику. Принимал активное участие в боевых операциях. С конца февраля 2000 года его рота дислоцировалась в районе населённого пункта Улус-Керт Шатойского района Чечни, на высоте под кодовым обозначением 776, расположенной около Аргунского ущелья. 29 февраля — 1 марта 2000 года десантники приняли здесь бой против многократно превосходящих сил сепаратистов — против всего 90 военнослужащих федеральных войск, по разным оценкам, действовало от 700 до 2500 боевиков, прорывавшихся из окружения после битвы за райцентр — город Шатой. Вместе со всеми своими товарищами он отражал ожесточённые атаки боевиков Хаттаба и Шамиля Басаева, не дав им прорвать занимаемые ротой рубежи. В том бою Афанасьев обеспечивал бесперебойную работу вверенной ему радиостанции, пока не был убит пулей снайпера. В том бою погибли ещё 83 его сослуживца.
Похоронен на кладбище города Белебея Республики Башкортостан (по другим данным, в деревне Шаровка Белебеевского района Башкортостана).
Указом Президента Российской Федерации гвардии младший сержант Роман Сергеевич Афанасьев посмертно был удостоен ордена Мужества.

## Память
- Памятники гвардии младшему сержанту Роману Сергеевичу Афанасьеву установлены в городе Ишимбае[2] и во Пскове[3].
- В честь Афанасьева названа школа села Глуховского в Белебеевском районе республики Башкортостан, там регулярно проводятся памятные мероприятия[4].
- На здании Псковской средней школы № 8 установлена мемориальная доска в память об Афанасьеве[5].
- Имя Афанасьева увековечено на всех мемориалах памяти 6-й роты.